# Яцня
Яцня (пол. Jacnia) — деревня в Замойском повете Люблинского воеводства Польши. Входит в состав гмины Адамув. Находится примерно в 17 км к югу от центра города Замосць. По данным переписи 2011 года, в деревне проживал 531 человек. Яцня лежит в лесах к югу от Замосць.

## История
Первое упоминание о деревне относится к 1722 году.
В сентябре 1939 года возле деревни солдаты Волынской конной бригады под командованием полковника Филиповича и Объединенной кавалерийской бригады (полковник Zakrzewski) сражались против тяжелой боевого VII корпуса немецкой армии.